# Walking After You
Walking After You è un singolo del gruppo musicale statunitense Foo Fighters, pubblicato il 17 agosto 1998 come unico estratto dalla colonna sonora del film X-Files - Il film.
Una prima versione di questo brano venne inserita nel secondo album in studio del gruppo, The Colour and the Shape. La canzone è stata scritta da Dave Grohl.

## Tracce
1. Foo Fighters – Walking After You – 4:08 (Dave Grohl)
2. Ween – Beacon Light – 4:02 (Ween)

## Formazione
Gruppo
- Dave Grohl – voce, chitarra
- Franz Stahl – chitarra
- Nate Mendel – basso
- Taylor Hawkins – percussioni

Altri musicisti
- Craig Wedren – cori
- Jerry Harrison – pianoforte

## Classifiche
| Classifica (1998)          | Posizione massima |
| -------------------------- | ----------------- |
| Europa                     | 87                |
| Nuova Zelanda              | 48                |
| Regno Unito                | 20                |
| Stati Uniti (adult top 40) | 35                |
| Stati Uniti (alternative)  | 12                |